# クリス・ボッシュ
クリストファー・ウェッソン・ボッシュ（Christopher Wesson Bosh, 1984年3月24日 - ）は、アメリカ合衆国テキサス州ダラス出身の元バスケットボール選手。ポジションはパワーフォワードまたはセンター。リーグを代表するパワーフォワードの1人であった。かつてNBAのマイアミ・ヒートに所属し、2012年と2013年のNBAファイナル2連覇に貢献した。

## 学生時代
テキサス州ダラスで生まれ、同州のハッチンズで育った。少年時代はバスケットのほか野球にも熱中し、憧れの存在はケビン・ガーネットだった。
リンカーン高校3年時にはシーズン40戦全勝し、州タイトルを獲得した試合では16990人の大観衆の前で23得点17リバウンド9ブロックと大活躍をした。在学中にボッシュは州のミスター・バスケットボール、パレード誌とUSAトゥデイ紙選出のオールアメリカンなどに選ばれた。
大学はジョージア工科大学に進学。1年生ながら全試合に先発出場し、15.6得点9.0リバウンド2.0ブロックの成績を残し、カンファレンスの新人王とオールセカンドチームに選ばれた。大学では1シーズンのみプレーし、2003年のNBAドラフトにアーリーエントリーした。

## NBA

### トロント・ラプターズ
この年はレブロン・ジェームズ、カーメロ・アンソニー、ドウェイン・ウェイドなど将来のスター候補生が犇いていたが、ボッシュはトロント・ラプターズから全体4位指名を受けてNBA入りを果たした。
彼を指名したラプターズのチーム環境はあまり良好とは言えず、成績は低迷しており、エースのヴィンス・カーターはチームに対しトレード要求をしていた。また本来のセンターだったアントニオ・デイヴィスがシーズン前に移籍してしまったため、ルーキーシーズンのボッシュはセンターを任せられた。センターとしては細身であるボッシュはサイズのあるビッグマンとのマッチアップを強いられたが、1試合平均11.5得点7.4リバウンド1.41ブロックを記録し、通算リバウンドとブロックでラプターズのルーキー新記録を更新。オールルーキーファーストチームに選出された。
翌2004-05シーズン中にはカーターのトレードが決まったため、ボッシュへの期待はより大きなものになった。チームは低迷を続けたがボッシュは個人成績を着実に伸ばしていき、3年目の2005-06シーズンには21歳にしてチームキャプテンに就任。ラプターズは名実ともにボッシュのチームとなり、ボッシュは周囲の期待に応えるようにこのシーズンは初の平均20得点超えとなる22.5得点9.2リバウンドの成績を残し、オールスターでは同期のカーメロ・アンソニーより先に初出場を果たした。シーズン終盤には故障で10試合を欠場してしまうが、この期間ラプターズは1勝9敗の成績に沈み、ラプターズにとってボッシュが代えの利かない選手であることを証明する形となった。オフにはラプターズと4年総額6,500万ドルの契約に合意した。

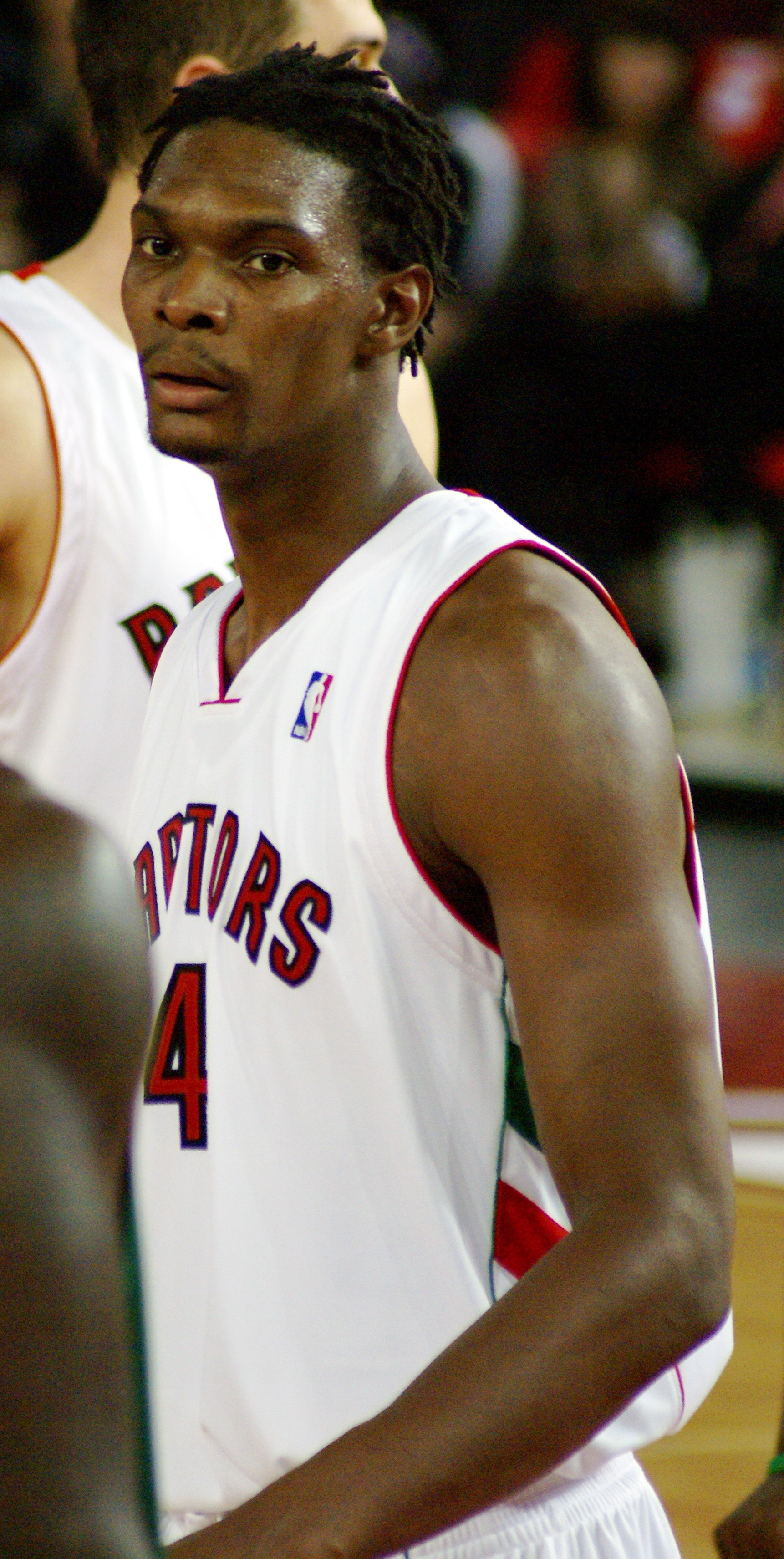
自身のブレイクと共に髪型もドレッドヘアに変更した

新シーズンを迎える前、ラプターズはロスターを大幅に入れ替え、4ヶ国の選手が在籍する多国籍軍と化した。2006-07シーズンはオールスターブレーク前こそ勝率5割前後を行き来していたが、中盤からボッシュを中心に国際色豊かなチームは機能し出し、47勝35敗を記録してチーム史上初のデビジョン優勝を果たした。ボッシュ自身は一流ビッグマンの証である大台20得点、10リバウンドを越えるシーズン平均22.6得点、10.7リバウンドを記録し、2月7日のオーランド・マジック戦ではキャリアハイの41得点を記録している。メディアでも、この時期から彼を認める声は着実に増えていった。そして、ついに彼のスター性と類稀なセンスにより、オールスターでは初めてファン投票により選出され、イーストチームのスターターにはボッシュの他に、レブロン・ジェームズ、ドウェイン・ウェイドといった2003年ドラフト組み3人が揃い踏みした。オールNBAチームにも初選出され、2ndチームに名を連ねている。初のプレーオフでは経験不足が災いし、1回戦でかつてのチームメイトであるヴィンス・カーター擁するニュージャージー・ネッツの前に2勝4敗で敗れた。ボッシュ自身プレーオフ期間中は17.5得点、9.0リバウンドとレギュラーシーズンを下回る成績だった。
さらなる飛躍が期待された2007-08シーズンは、自身チーム共に故障が多発したため、勝率は前シーズンよりも下降。プレーオフには進出したが、2シーズン連続で1回戦敗退となった。ボッシュは22.2得点、8.7リバウンドを記録したが、2年連続のオールNBAチーム選出はならなかった。
2008-09シーズンを迎えるにあたり、ラプターズはボッシュ以前にイースタン・カンファレンスのトップパワーフォワードだったジャーメイン・オニールを獲得。ボッシュとのビッグマンデュオは大きな注目を集めたが、オニールの獲得は期待はずれの結果に終わりチーム成績は低迷。結局オニールはラプターズで1シーズン過ごすことなく、チームを去った。ボッシュは21.5得点9.5リバウンドの成績を残すも彼の奮闘も実らず、ラプターズは33勝49敗の成績に沈み、プレーオフ進出も逃した。
2009-10シーズンはヒド・ターコルーがチームに加入。オールスター前までチームは好調を維持し、ボッシュも24.4得点11.4リバウンドの成績を残した。しかし、オールスター明けに左足首の捻挫で戦線離脱。チームもボッシュ欠場が引き金となり、ボッシュが戦線復帰後も成績が急降下。ブルズと激しい第8シード争いを演じたシーズン終盤には、鼻を骨折して再び戦線離脱して万事休す。24.0得点、10.8リバウンドと申し分ない成績だが、最終的に40勝42敗と負け越し、1度は掴みかけたプレーオフの切符を手放す結果になった。シーズン後、契約オプションを行使せず、FAとなることを選択した。

### マイアミ・ヒート

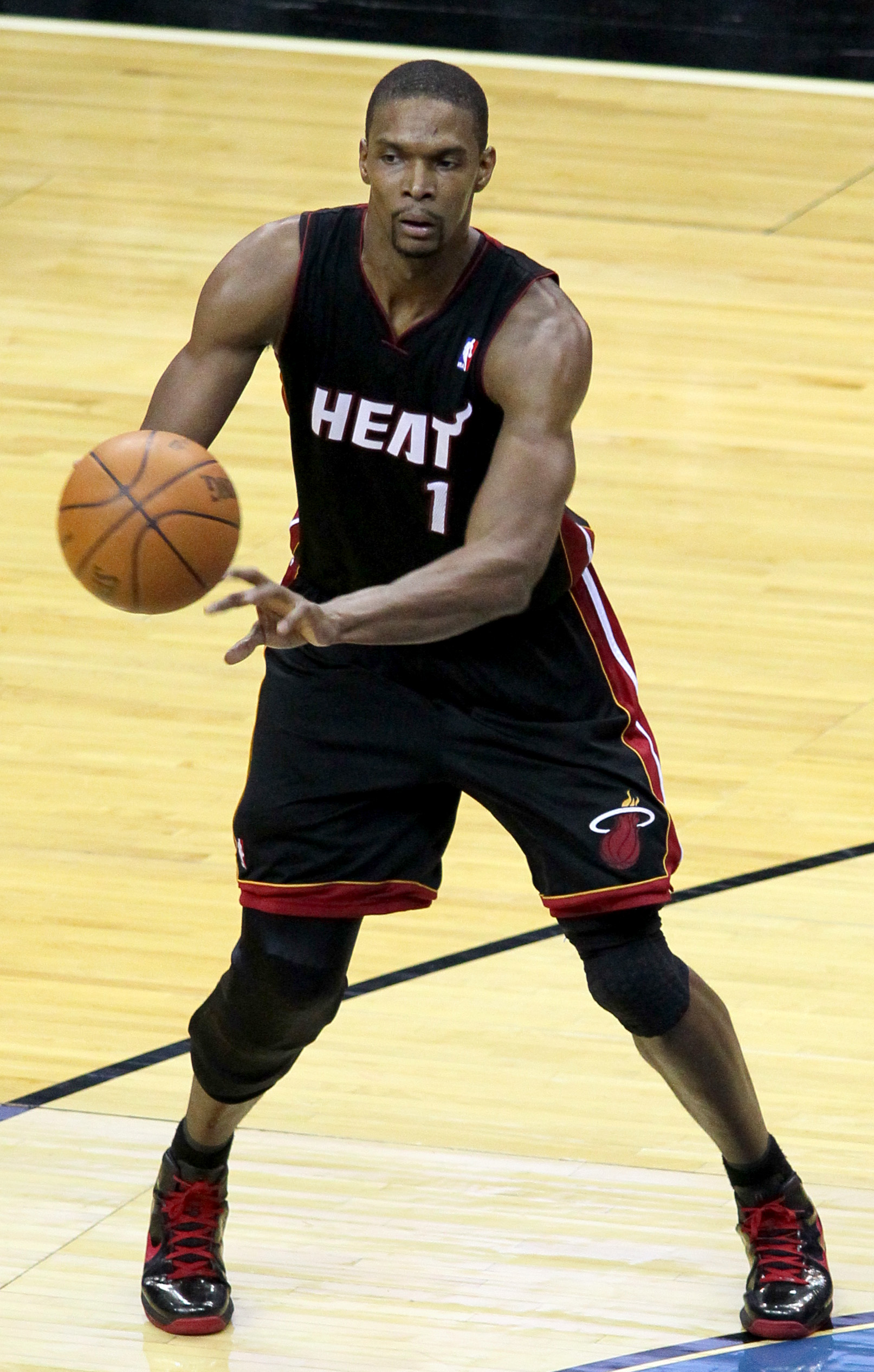
2010年のボッシュ

2010年7月7日、ボッシュはウェイドのいるマイアミ・ヒートへの移籍を決めた。間を置かずに同じくFA宣言をしたレブロン・ジェームズもヒートへの移籍を決め、よって、ボッシュ、ウェイド、レブロンの2003年ドラフト組3人がヒートに集結しスリーキングスを結成する こととなった。
2010-11シーズンはそのスリーキングスの活躍もあり自身初のNBAファイナル進出も、ダーク・ノヴィツキー率いるダラス・マーベリックスに2勝4敗で敗れた。

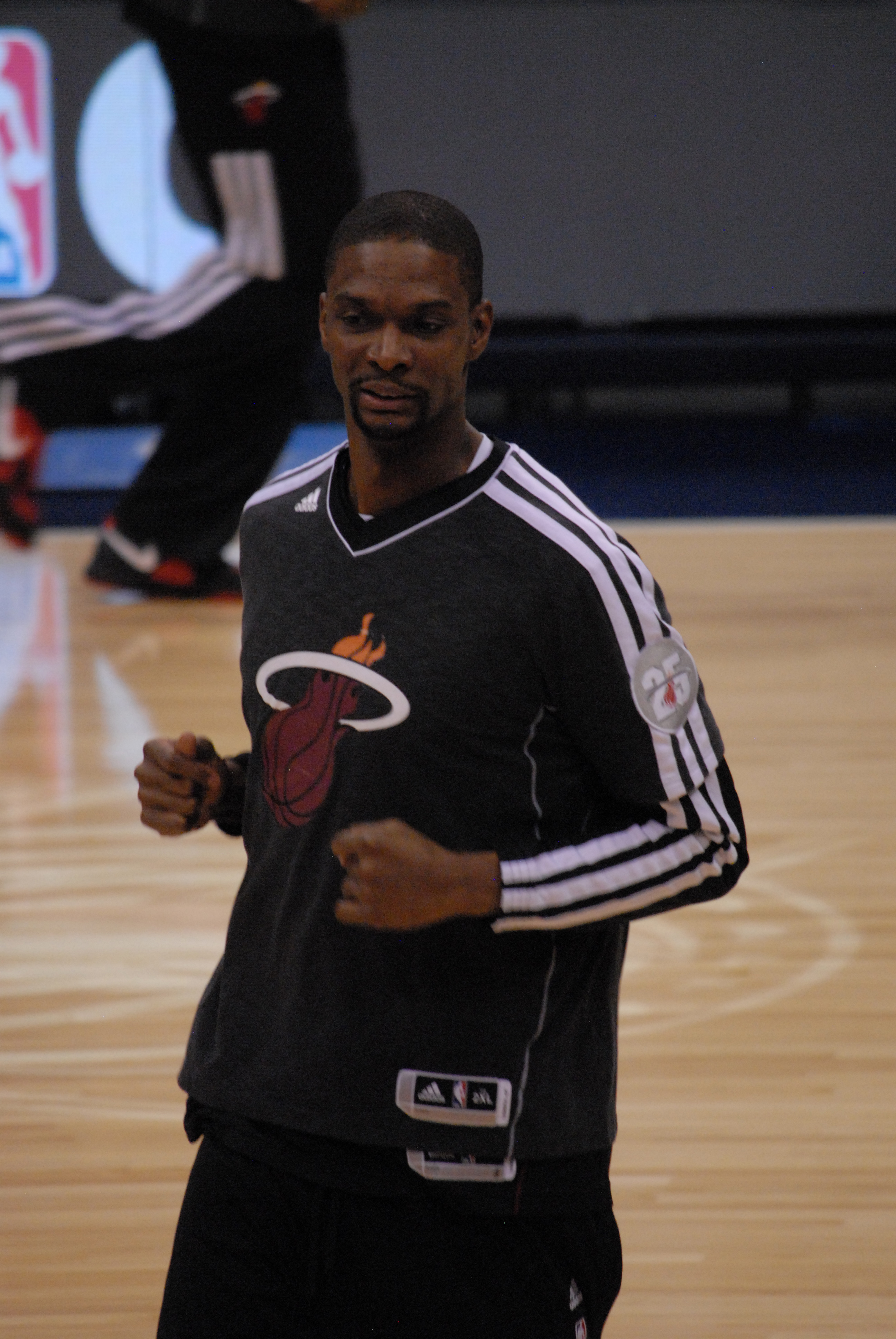
2012年のダラス・マーベリックスとの試合前のボッシュ

2011-12シーズンは怪我によりカンファレンス1回戦からカンファレンス決勝の途中まで欠場したが、決勝を逆転でボストン・セルティックスに勝利。続くファイナルでオクラホマシティ・サンダー相手に見事勝利し、自身初のチャンピオンリングを獲得。更に2012-13シーズンも、ファイナルでサンアントニオ・スパーズを下し、連覇を達成した。
2014年7月30日にヒートとの5年総額1億1,800万ドルのマックス契約で再契約に合意し、レブロン・ジェームズなき後のヒートを牽引してきたが、2015年NBAオールスターゲーム後に肺血栓 (静脈血栓塞栓症) の症状を起こしていたことが発覚し、治療のために2014-2015シーズンの全試合を欠場。治療とリハビリを経てシーズン終了後の全体練習で復帰し、2015-2016シーズン開幕戦のシャーロット・ホーネッツ戦で公式戦復帰。21得点、10リバウンドを記録し、チームは104-94で勝利した。しかし、同シーズンもシーズン中に肺血栓を再発していたことが発覚。結局NBAオールスターゲームも欠場を余儀無くされ、オールスター戦以降の全試合の欠場を余儀無くされた。2016-17シーズンの出場も、シーズンキャンプ前に行った健康診断に合格出来なかった為に、パット・ライリー球団社長から出場不可を宣告され、シーズン全休。そして2017年5月25日にヒートとの契約を解消 し、2017-18シーズン以降の復帰を目指すことになったものの、現実的には復帰は難しいとされている。ボッシュは7月10日、マイアミのファンに向けて感謝のメッセージを配信した。その後2018-19シーズン開幕後に引退を表明。ヒートから永久欠番『1』が授与された。

## 個人成績

### NBA

#### レギュラーシーズン
| シーズン     | チーム       | GP  | GS  | MPG  | FG%  | 3P%  | FT%  | RPG  | APG | SPG | BPG | TO  | PPG  |
| ------------ | ------------ | --- | --- | ---- | ---- | ---- | ---- | ---- | --- | --- | --- | --- | ---- |
| 2003–04      | TOR          | 75  | 63  | 33.5 | .459 | .357 | .701 | 7.4  | 1.0 | .8  | 1.4 | 1.4 | 11.5 |
| 2004–05      | TOR          | 81  | 81  | 37.2 | .471 | .300 | .760 | 8.9  | 1.9 | .9  | 1.4 | 2.3 | 16.8 |
| 2005–06      | TOR          | 70  | 70  | 39.3 | .505 | .000 | .816 | 9.2  | 2.6 | .7  | 1.1 | 2.2 | 22.5 |
| 2006–07      | TOR          | 69  | 69  | 38.5 | .496 | .343 | .785 | 10.7 | 2.5 | .6  | 1.3 | 2.6 | 22.6 |
| 2007–08      | TOR          | 67  | 67  | 36.2 | .494 | .400 | .844 | 8.7  | 2.6 | .9  | 1.0 | 2.3 | 22.3 |
| 2008–09      | TOR          | 77  | 77  | 38.0 | .487 | .245 | .817 | 10.0 | 2.5 | .9  | 1.0 | 2.3 | 22.7 |
| 2009–10      | TOR          | 70  | 70  | 36.1 | .518 | .364 | .797 | 10.8 | 2.4 | .6  | 1.0 | 2.4 | 24.0 |
| 2010–11      | MIA          | 77  | 77  | 36.3 | .496 | .240 | .815 | 8.3  | 1.9 | .8  | .6  | 1.8 | 18.7 |
| 2011–12      | MIA          | 57  | 57  | 35.2 | .487 | .286 | .821 | 7.9  | 1.8 | .9  | .8  | 2.1 | 18.0 |
| 2012–13      | MIA          | 74  | 74  | 33.2 | .535 | .284 | .798 | 6.8  | 1.7 | .9  | 1.4 | 1.7 | 16.6 |
| 2013–14      | MIA          | 79  | 79  | 32.0 | .516 | .339 | .820 | 6.6  | 1.1 | 1.0 | 1.0 | 1.6 | 16.2 |
| 2014–15      | MIA          | 44  | 44  | 35.4 | .460 | .375 | .772 | 7.0  | 2.2 | .9  | .6  | 2.2 | 21.1 |
| 2015–16      | MIA          | 53  | 53  | 33.5 | .467 | .365 | .795 | 7.4  | 2.4 | .7  | .6  | 1.5 | 19.1 |
| 通算         | 通算         | 893 | 881 | 35.8 | .494 | .335 | .799 | 8.5  | 2.0 | .8  | 1.0 | 2.0 | 19.2 |
| オールスター | オールスター | 9   | 3   | 21.9 | .524 | .333 | .533 | 5.8  | 1.3 | 1.1 | 0.3 | 1.8 | 12.3 |

#### プレーオフ
| シーズン | チーム | GP | GS | MPG  | FG%  | 3P%  | FT%  | RPG | APG | SPG | BPG | TO  | PPG  |
| -------- | ------ | -- | -- | ---- | ---- | ---- | ---- | --- | --- | --- | --- | --- | ---- |
| 2007     | TOR    | 6  | 6  | 37.0 | .396 | .200 | .842 | 9.0 | 2.5 | .8  | 1.8 | 2.0 | 17.5 |
| 2008     | TOR    | 5  | 5  | 39.8 | .472 | .143 | .833 | 9.0 | 3.6 | 1.6 | .4  | 2.6 | 24.0 |
| 2011     | MIA    | 21 | 21 | 39.7 | .474 | .000 | .814 | 8.5 | 1.1 | .7  | .9  | 1.9 | 18.6 |
| 2012     | MIA    | 14 | 10 | 31.4 | .493 | .538 | .827 | 7.8 | .6  | .4  | 1.0 | 1.4 | 14.0 |
| 2013     | MIA    | 23 | 23 | 32.7 | .458 | .405 | .733 | 7.3 | 1.5 | 1.0 | 1.6 | 1.2 | 12.1 |
| 2014     | MIA    | 20 | 20 | 34.3 | .507 | .405 | .750 | 5.6 | 1.1 | .9  | 1.0 | .7  | 14.9 |
| 通算     | 通算   | 89 | 85 | 35.2 | .473 | .386 | .800 | 7.5 | 1.3 | .8  | 1.1 | 1.4 | 15.6 |

## 代表歴

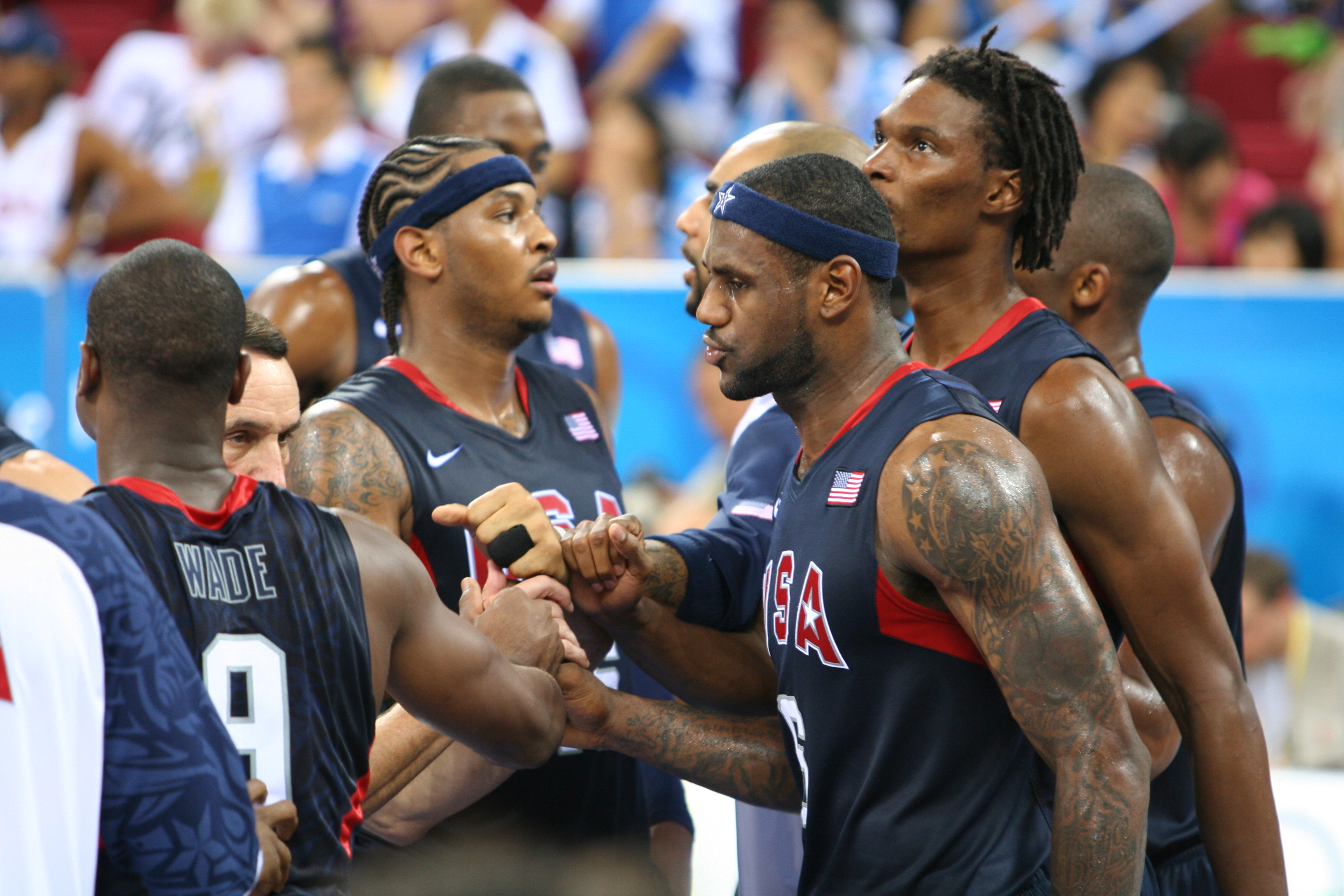
2008年北京オリンピックでのボッシュ

ボッシュの国際舞台デビューは2002年のジュニア世界大会で、この時は4勝1敗で銅メダルの結果に終わっている。
アメリカ代表には2006年に日本で開催された世界選手権にて初参加。レブロン・ジェームズ、カーメロ・アンソニー、ドウェイン・ウェイドら2003年ドラフト組みと共に戦ったが、この時も準決勝でギリシャ代表に破れ、銅メダルに終わっている。ボッシュ自身はフィールドゴール成功率で大会6位の成績を残している。
北京オリンピックでは主にドワイト・ハワードのバックアップセンターとしてプレーし、9.1得点、6.1リバウンドを記録して代表チームの金メダル獲得に貢献した。

## 選手としての特徴

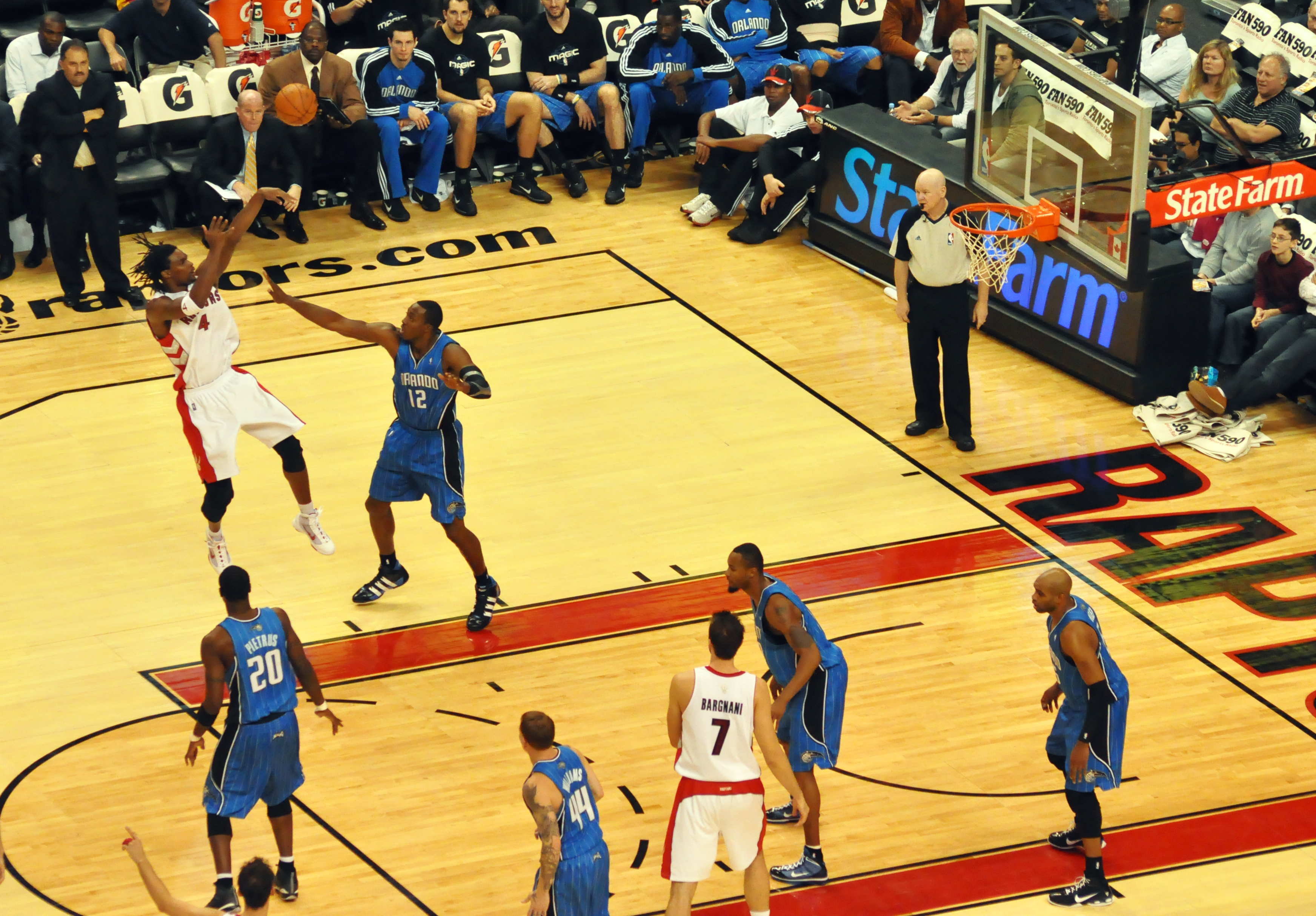
フリースロー付近からジャンプショットを放つボッシュ。

2010-11シーズンまでは主にパワーフォワードでプレーしていたが、2011-12シーズンからはセンターとしてプレーし、ヒートの強力なストレッチ型ビッグマンとして、2連覇に貢献した。6フィート11インチ (211cm)の身長と235ポンド (107kg)の体格から似つかわしくない、優れたスピード、運動能力、ボールハンドリングを備えている。また、ドライブからのフィニッシュのほかミッドレンジ付近からのジャンプショットを得意としており、トレードマークでもあった。

## その他

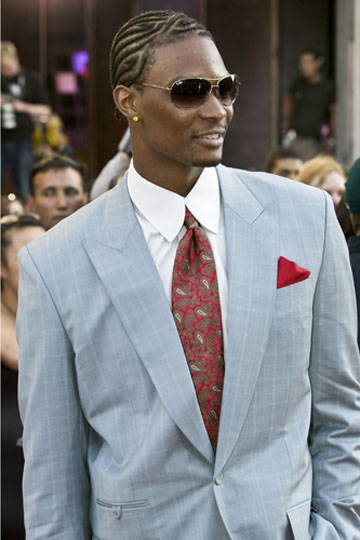
オフコートでのボッシュ

- 全国認定委員会（National Honor Society）のメンバー。
- 2004年に青少年支援を目的にボッシュ財団を設立。地域への貢献が評価され、NBA Community Assist Awardを受賞。
- 動画共有サイトYouTube内に『CB4TV』というボッシュ専用のコーナーを設けている。2008年のオールスター前にはコント仕立ての動画を公開し、ファンに自分に投票するよう呼びかけた。結果はファン投票による出場はならなかったが、ファン投票1位だったケビン・ガーネットが怪我により出場を辞退したため、ボッシュは先発出場することができた。
- 母親がプロのグラフィックデザイナーであり、ボッシュ自身も元々はグラフィックデザイナーを志望していた。
- 引退後は音楽プロデューサーとして活躍している。